# Maria Vérone
Maria Vérone, född 20 juni 1874, död 1938, var en fransk kvinnorättsaktivist. Hon var ordförande för den franska kvinnorösträttsföreningen Ligue Française pour le Droit des Femmes 1919–1938.